# Eucalosphaera
Genre
Espèces de rang inférieur
- Eucalosphaera elegans (Grouvelle, 1897)[2]
- Eucalosphaera feae Grouvelle, 1892[3]

Synonymes
- Calosphaera Jelínek, 1974[4]

Eucalosphaera est un genre d'insectes coléoptères de la famille des Nitidulidae, de la sous-famille des Cryptarchinae et de la tribu des Eucalosphaerini.